# Realismo romántico
Realismo romántico es un concepto estético que se utiliza para designar al estilo artístico que combina elementos propios tanto del romanticismo como del realismo. Aunque tales términos se han utilizado de muy diversas maneras, habitualmente se utilizan como términos opuestos, por lo que su utilización conjunta para designar un estilo es en sí misma una forma de oxímoron o contradicción de términos.

## Realismo romántico en literatura
La crítica literaria ha venido utilizando el término desde hace décadas. Por ejemplo, la relación de Joseph Conrad con él se analiza por Ruth M. Stauffer en su libro de 1922 Joseph Conrad: His Romantic Realism. La de Liam O'Flaherty lo fue por  P. F. Sheeran en The Novels of Liam O'Flaherty: A Study in Romantic Realism. Fyodor Dostoyevsky se describe como un realista romántico en la obra de Donald Fanger Dostoevsky and Romantic Realism: A Study of Dostoevsky in Relation to Balzac, Dickens, and Gogol. El historiador Jacques Barzun argumentó que el romanticismo había sido opuesto falsamente al realismo y concluyó que "el realista romántico no elude su debilidad, sino ejerce su poder".

## Realismo romántico y el objetivismo de Ayn Rand
La escritora Ayn Rand se describe a sí misma como un realista romántico, y algunos artistas seguidores de su filosofía objetivista también se aplican a sí mismos el término. Rand define el realismo romántico como un retrato de la vida "como podría y debería ser" (as it could be and should be). "Could be" (podría ser) implica realismo, en contraste con la mera fantasía. "Should be" (debería ser) implica una visión moral y un patrón de belleza y virtud. Esta combinación se basa en la idea de que los valores heroicos y temas similares son realistas y racionales, de modo que un realista romántico no ve necesaria una dicotomía entre romanticismo y realismo.

## Realismo romántico en artes plásticas
En la crítica de arte también es un término de uso consolidado refiriéndose a un estilo pictórico estadounidense de amplia tradición hasta la primera mitad del siglo XX. John Baur lo describe como "una forma de realismo modificado para expresar una actitud o significado romántico".
Según Theodor W. Adorno, el término también fue usado por Joseph Goebbels para definir la doctrina oficial del arte nazi, también llamada "realismo heroico", aunque este uso no alcanzó una gran difusión.